# Церковь Святого Иакова (Ротенбург-об-дер-Таубер)

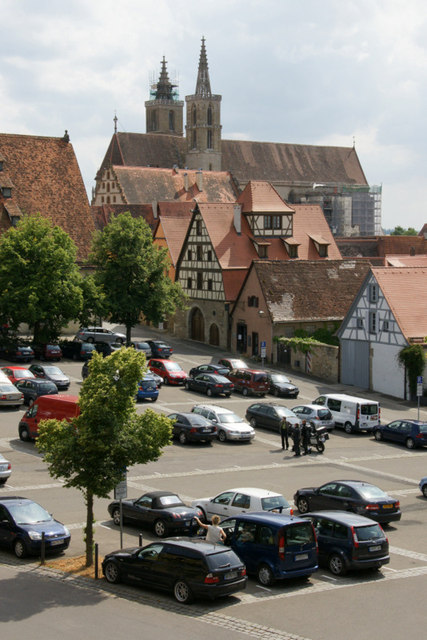
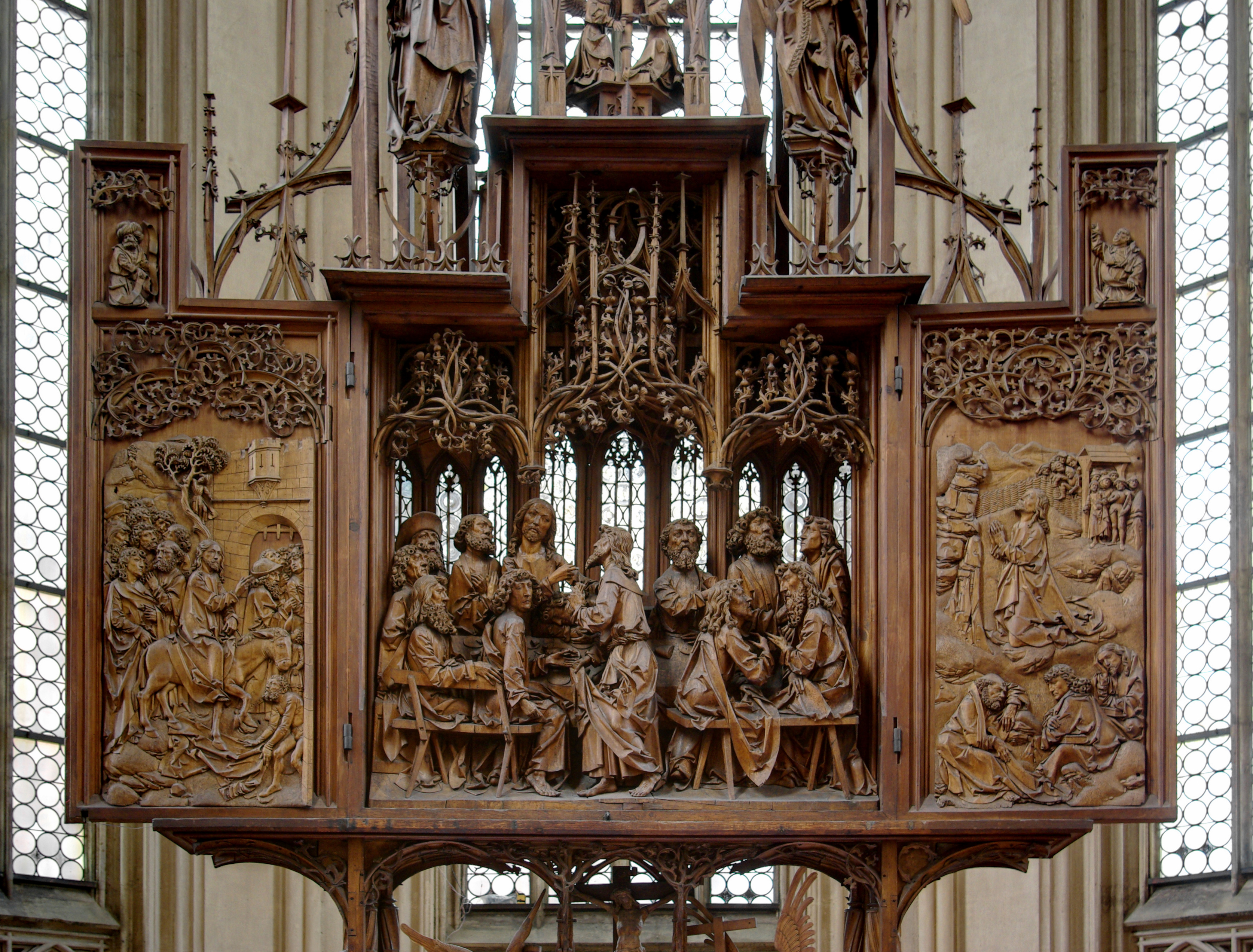
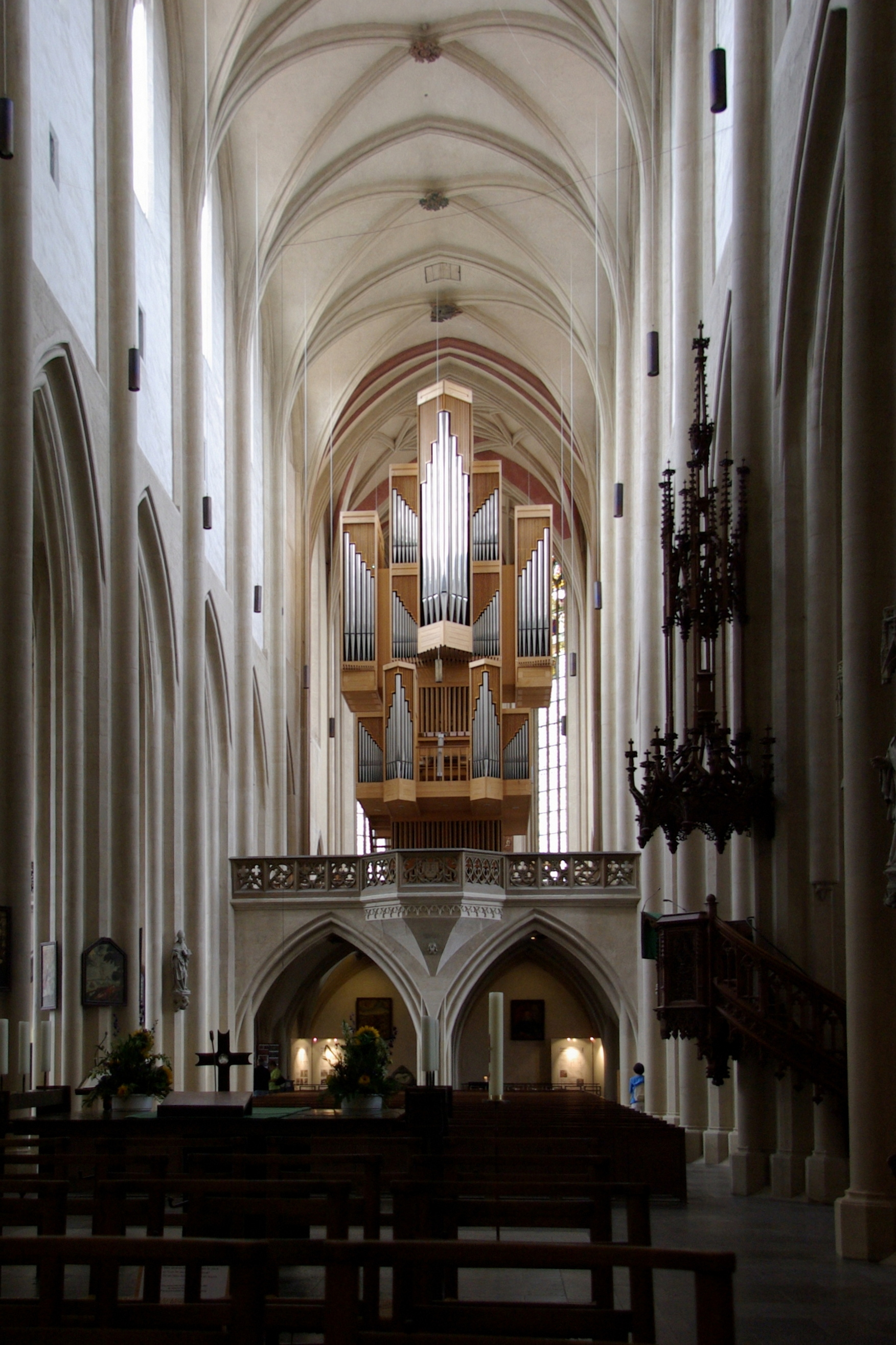
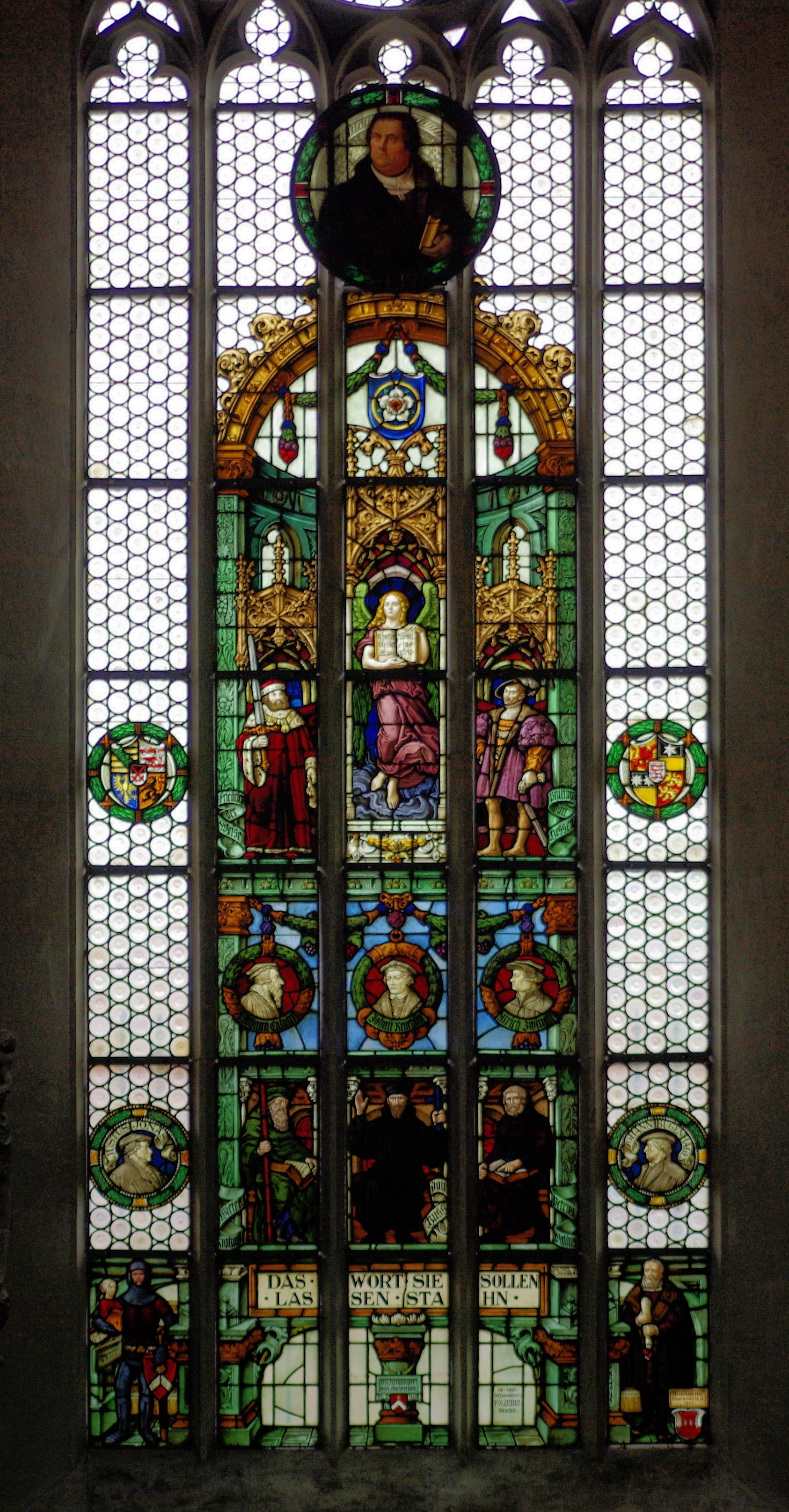
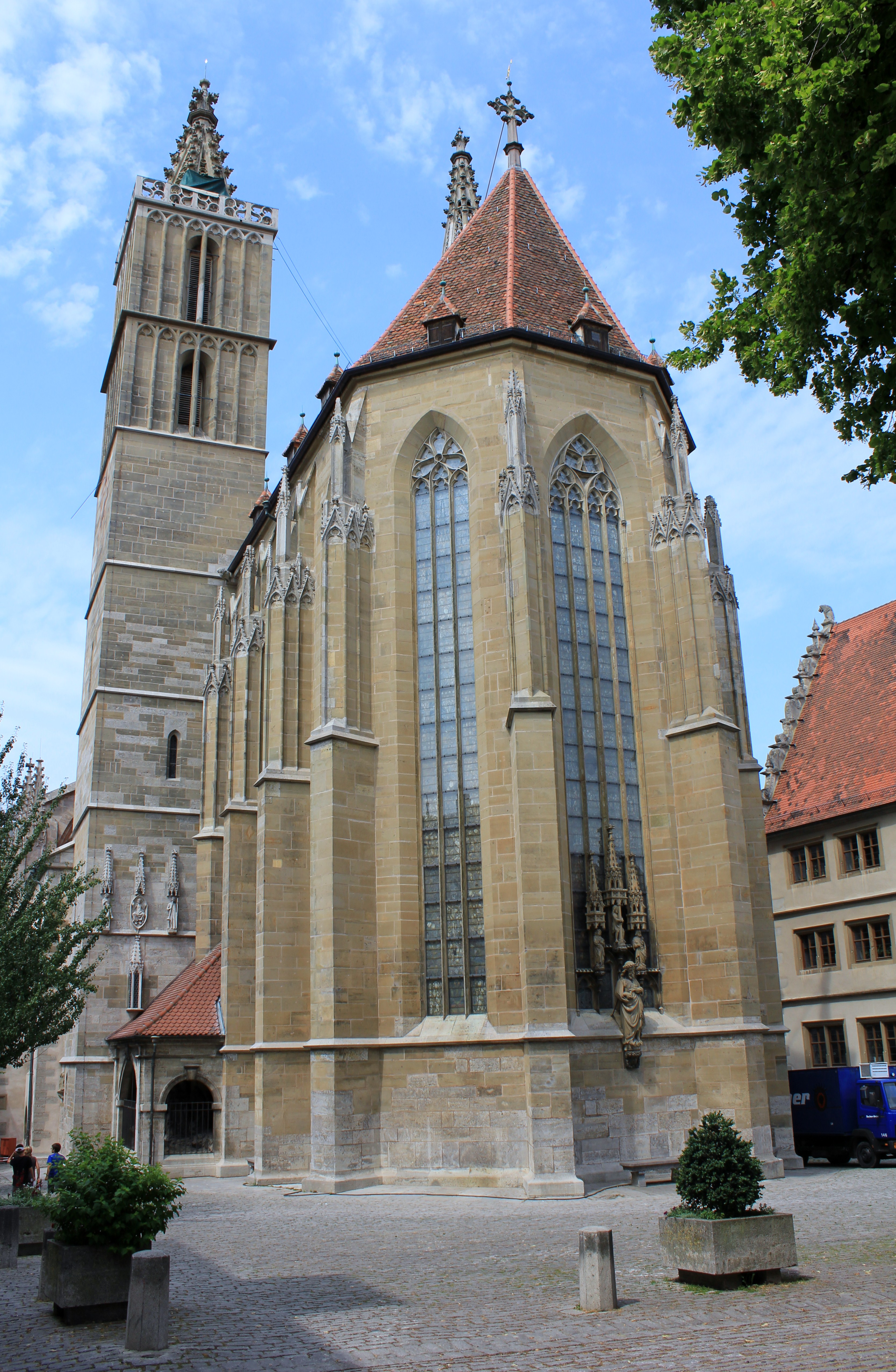
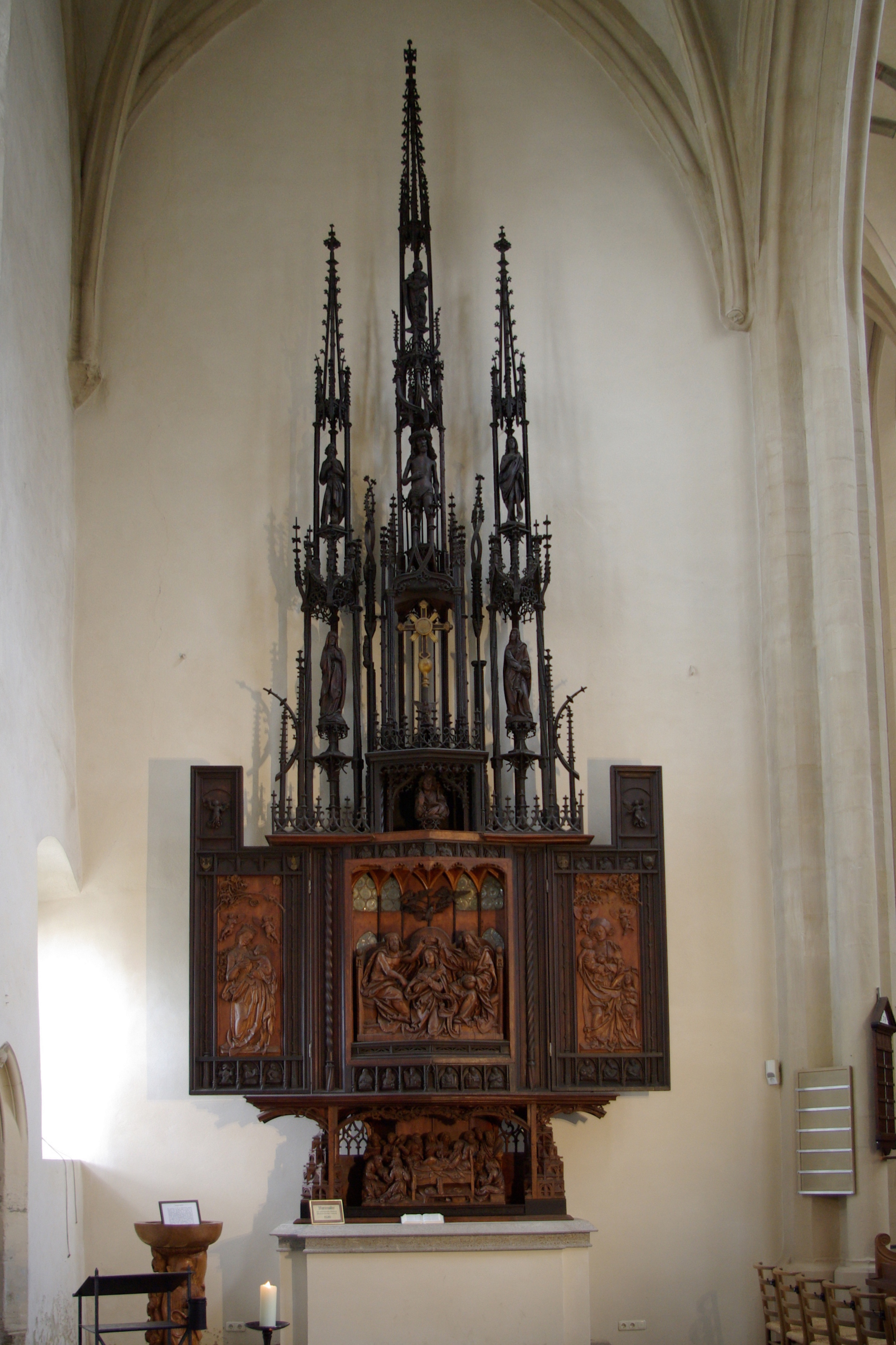
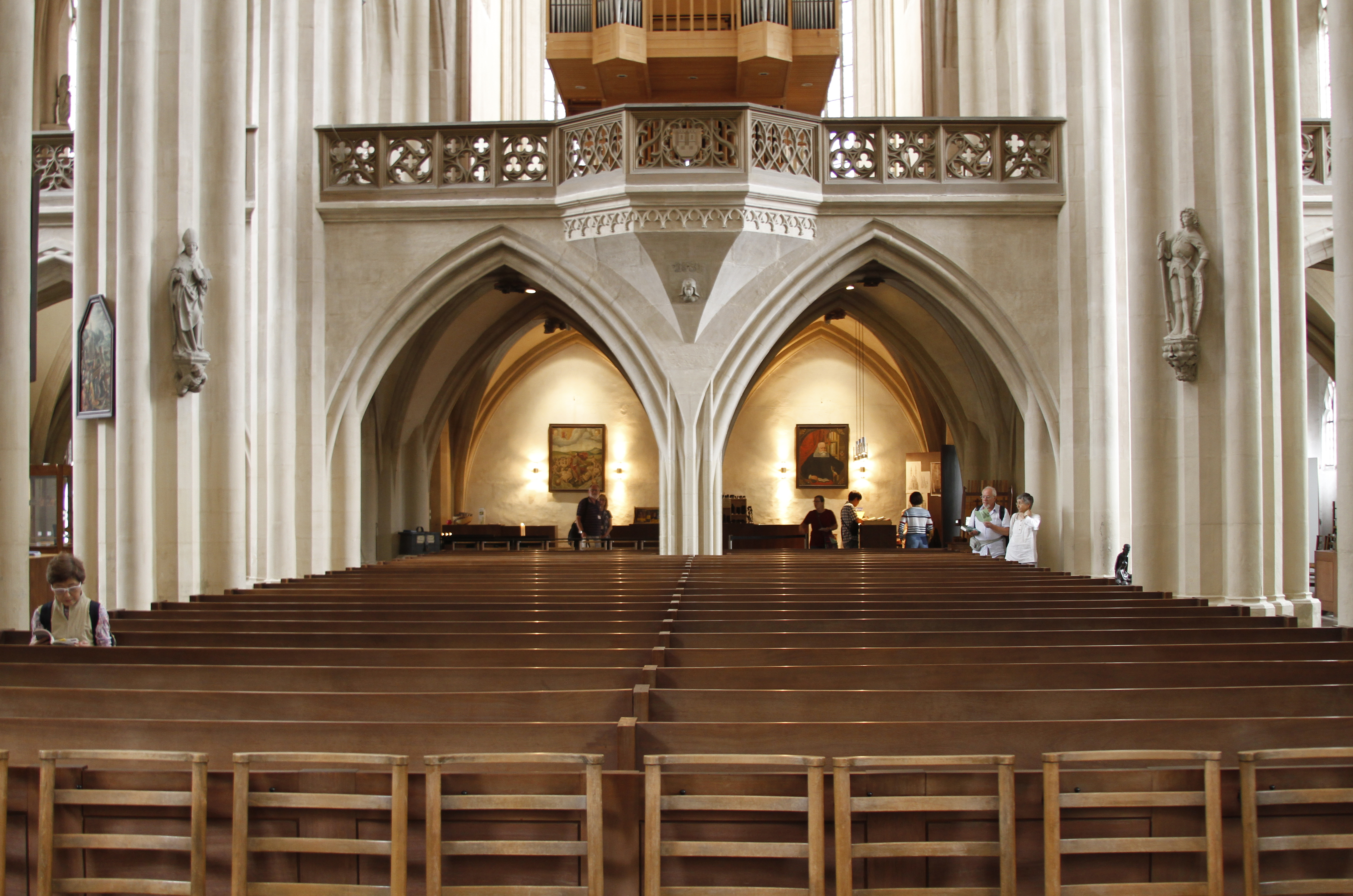
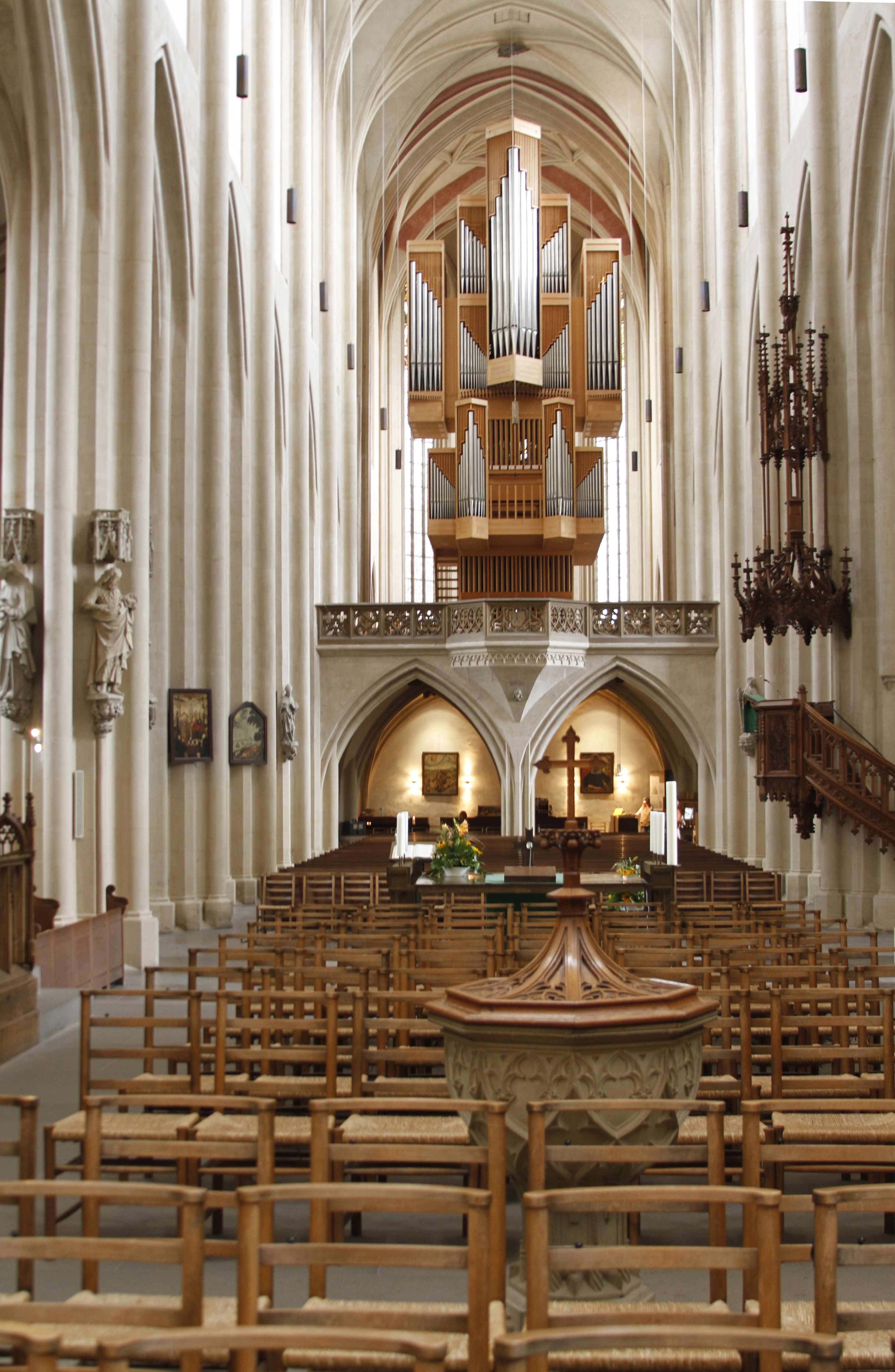

Церковь Святого Иакова (нем. St. Jakobs-Kirche) – протестантская церковь в Ротенбург-об-дер-Таубере в Германии. Строилась с 1311 по 1471 годы.
Со временем она стала протестантской. В 1485 году эту церковь освятили. В церкви есть алтарь крови Господней, выполненный знаменитым резчиком по дереву Тильманом Рименшнейдером из Вюрцбурга. Он получил этот заказ около 1500 года  от городского совета Ротенбург-об-дер-Таубере. Его главным заданием и целью было  создать алтарь, который бы подходил для одной реликвии. На алтаре изображена Тайная вечеря, Элеонская гора, Вход Иисуса Христа в Иерусалим. Считается, что этот алтарь — один из самых красивых на территории Южной Германии. Работа над ним велась в период с 1499 по 1505 год.
А такое название алтаря связано с реликвией, каплей крови Иисуса Христа. Согласно историческим сведениям, эта капля крови в конце эпохи крестовых походов попала в Ротенбург-об-дер-Таубере. Это событие привело к увеличению количества паломников в городе. Согласно легендам, эта капля крови хранится в алтаре, помещенная в хрустальную капсулу, которая в свою очередь вмонтирована в позолоченный крест.
Также в церкви Святого Иакова есть второй алтарь, выполненный Рименшнайдером — алтарь Святого Людовика Тулузского.  Также есть алтарь Двенадцати апостолов, который выполнен мастером Фридрихом Герлином. Алтарь был создан в 1466 году.
В церкви расположен орган с 69 регистрами и 5500 трубками.  Церковь расположена над улицей. Под церковью можно пройти в переулок Клингенгассе, а из него попасть на дорогу, которая выходит к краеведческому музею.
Архитектурный стиль здания — готика. Стены церкви укрепляют контрфорсы прямоугольной формы. Есть узкие прорезанные окна. Боковые части архитектурной композиции украшены двумя квадратными башнями со шпилями.